# اشلی بتل
اشلی بتل (انگلیسی: Ashley Battle؛ زادهٔ ۳۱ مهٔ ۱۹۸۲) بازیکن بسکتبال اهل ایالات متحده آمریکا است.
وی در مسابقات کشوری و بین‌المللی در مجموع برندهٔ ۱ مدال طلا شده‌است.